# Liste de femmes milliardaires du monde
La  liste des principales femmes milliardaires en 2021 d'après le classement annuel publié par le magazine américain Forbes, le world's wealthiest female billionaires. Il y a 328 femmes milliardaires en dollars dans le classement publié par Forbes le 17 mars 2021, soit 241 de plus qu'en mars 2020. Françoise Bettencourt Meyers, qui a hérité de Liliane Bettencourt en 2017, est la femme la plus riche du monde.
Dans le recensement des milliardaires en 2021, les femmes représentent 11,9% de l'ensemble. 16,9% d'entre elles se sont entièrement fait leurs fortunes elles-mêmes, le reste ayant hérité de cette situation ou bien ayant développé leur héritage.

## 2021
Les 10 femmes les plus riches en 2021, selon le classement Forbes sont:
| No. | Nom                          | Photo | Date de naissance | Fortune nette (en milliard de dollars) | Nationalité       | Source                       | Rang mondial (hommes inclus) |
| --- | ---------------------------- | ----- | ----------------- | -------------------------------------- | ----------------- | ---------------------------- | ---------------------------- |
| 1   | Françoise Bettencourt Meyers |       | 10 juillet 1953   | 92,3                                   | France            | L'Oréal                      | 12                           |
| 2   | Alice Walton                 |       | 10 juillet 1949   | 61,8                                   | États-Unis        | Walmart                      | 17                           |
| 3   | MacKenzie Scott              |       | 7 avril 1970      | 53                                     | États-Unis        | Divorce de Jeff Bezos        | 22                           |
| 4   | Julia Koch                   |       | 12 avril 1962     | 46,4                                   | États-Unis        | Koch Industries              | 27                           |
| 5   | Miriam Adelson (en)          |       | 10 octobre 1945   | 38,2                                   | États-Unis Israel | Las Vegas Sands              | 36                           |
| 6   | Jacqueline Mars              |       | 10 octobre 1939   | 31,3                                   | États-Unis        | Mars                         | 48                           |
| 7   | Yang Huiyan                  |       | 20 juillet 1981   | 29,6                                   | Chine Chypre      | Country Garden Holdings (en) | 50                           |
| 8   | Susanne Klatten              |       | 28 avril 1962     | 27,7                                   | Allemagne         | Altana, BMW                  | 53                           |
| 9   | Gina Rinehart                |       | 9 février 1954    | 23,6                                   | Australie         | Hancock Prospecting          | 70                           |
| 10  | Iris Fontbona                |       | 1944 (80-81 ans)  | 23,5                                   | Chili             | Antofagasta PLC              | 74                           |

## 2019
Ci-dessous la  liste des principales femmes milliardaires en 2019 d'après le classement annuel publié par le magazine américain Forbes, le world's wealthiest female billionaires. Il y a 244 femmes milliardaires en dollars dans le classement publié par Forbes le 4 mars 2019, soit 2 de plus qu'en mars 2018. Depuis la mort de Liliane Bettencourt en 2017, l’héritière , Françoise Bettencourt Meyers est devenue la femme la plus riche du monde. MacKenzie Bezos arrive en 3e position dans ce classement car elle a acquis sa fortune personnelle, après son divorce avec Jeff Bezos.
Les 11 femmes les plus riches en 2019, selon le classement Forbes sont:
| No. | Nom                          | Photo | Date de naissance | Fortune nette (en milliard de dollars) | Nationalité                                 | Source                         | Rang mondial (hommes inclus) |
| --- | ---------------------------- | ----- | ----------------- | -------------------------------------- | ------------------------------------------- | ------------------------------ | ---------------------------- |
| 1   | Françoise Bettencourt Meyers |       | 10 juillet 1953   | 48.9                                   | France                                      | L'Oréal                        | 15                           |
| 2   | Alice Walton                 |       | 10 juillet 1949   | 54.4                                   | États-Unis                                  | Walmart                        | 17                           |
| 3   | MacKenzie Bezos              |       | 7 avril 1970      | 37,                                    | États-Unis                                  | Amazon, divorce de Jeff Bezos  | en augmentation              |
| 3   | Jacqueline Mars              |       | 10 octobre 1939   | 23.9                                   | États-Unis                                  | Mars                           | 33                           |
| 5   | Yang Huiyan                  |       | 1981              | 22.1                                   | Drapeau de la République populaire de Chine | Country Garden Holdings (en)   | 42                           |
| 6   | Susanne Klatten              |       | 28 avril 1962     | 21.0                                   | Allemagne                                   | Altana, BMW                    | 46                           |
| 7   | Laurene Powell Jobs          |       | 6 novembre 1963   | 18.6                                   | États-Unis                                  | Apple, The Walt Disney Company | 54                           |
| 8   | Abigail Johnson              |       | 19 décembre 1961  | 15.6                                   | États-Unis                                  | Fidelity Investments           | 71                           |
| 9   | Iris Fontbona                |       | 1943 (81-82 ans)  | 16.3                                   | Chili                                       | Antofagasta PLC                | 80                           |
| 10  | Gina Rinehart                |       | 9 février 1954    | 15.2                                   | Australie                                   | Hancock Prospecting            | 75                           |
| 11  | Kwong Siu-hing               |       | 1929 (95-96 ans)  | 15.1                                   | Chine                                       | Sun Hung Kai Properties        | 78                           |

## 2016
Voici une liste des femmes milliardaires établie selon le magazine Forbes. En date du 7 février 2016, il y a ainsi 167 femmes recensées dans la liste des milliardaires du monde, alors qu'elles étaient 187 en octobre 2015. En 2017, les femmes ne représentent que 11 % des 2 043 milliardaires dans le monde, la plupart le sont devenues par héritage.
Au 28 juin 2016, les 20 premières femmes milliardaires sont :
| No. | Nom                                | Image | Date de naissance                            | Situation nette (milliards de US$) | +/- | Citoyenneté | Source                                | World Rank | +/- |
| --- | ---------------------------------- | ----- | -------------------------------------------- | ---------------------------------- | --- | ----------- | ------------------------------------- | ---------- | --- |
| 1   | Liliane Bettencourt                |       | 21 octobre 1922 (morte le 21 septembre 2017) | 38,8                               | 1,4 | France      | L'Oréal                               | 11         | 0   |
| 2   | Alice Walton                       |       | 7 octobre 1949                               | 34,6                               | 0,2 | États-Unis  | Walmart                               | 13         | 2   |
| 3   | Jacqueline Mars                    |       | 10 octobre 1939                              | 23,9                               | 0,5 | États-Unis  | Mars (entreprise)                     | 26         | 3   |
| 4   | Maria Franca Fissolo (en)          |       | 21 janvier 1939                              | 23,6                               | 1,3 | Italie      | Ferrero                               | 29         | 5   |
| 5   | Susanne Klatten                    |       | 28 avril 1962                                | 17,6                               | 1,9 | Allemagne   | Altana, BMW                           | 38         | 1   |
| 6   | Laurene Powell Jobs                |       | 6 novembre 1963                              | 17,0                               | 0,8 | États-Unis  | Apple, The Walt Disney Company        | 41         | 3   |
| 7   | Charlene de Carvalho-Heineken (en) |       | 30 juin 1954                                 | 13,3                               | 0,9 | Pays-Bas    | Heineken                              | 70         | 1   |
| 8   | Abigail Johnson                    |       | 19 décembre 1961                             | 13,0                               | 1,9 | États-Unis  | Fidelity Investments                  | 73         | 9   |
| 9   | Blair Parry-Okeden (en)            |       | 1950/51(64 ans)                              | 10,2                               | 0,3 | États-Unis  | Cox (entreprise)                      | 112        | 4   |
| 10  | Gina Rinehart                      |       | 9 février 1954                               | 10,0                               | 0,1 | Australie   | Hancock Prospecting                   | 118        | 10  |
| 11  | Massimiliana Landini Aleotti (en)  |       | 1942/43 (72 ans)                             | 9,9                                | 1,1 | Italie      | Menarini (laboratoire pharmaceutique) | 119        | 19  |
| 12  | Iris Fontbona                      |       | 1942                                         | 9,7                                | 0,4 | Chili       | Antofagasta plc                       | 125        | 2   |
| 13  | Margarita Louis-Dreyfus            |       | 18 juin 1962                                 | 8,1                                | 0,8 | Suisse      | Groupe Louis-Dreyfus                  | 151        | 6   |
| 14  | Zhou Qunfei                        |       | 1970 (44-45 ans)                             | 7,7                                | 0,6 | Hong Kong   | Lens Technology (en)                  | 164        | 6   |
| 15  | Katharine Rayner (en)              |       | 1944/45 (71 ans)                             | 6,7                                | 0,2 | États-Unis  | Cox (entreprise)                      | 187        | 7   |
| 16  | Pauline MacMillan Keinath (en)     |       | 31 juillet 1934                              | 6,7                                | 0,5 | États-Unis  | Cargill                               | 192        | 8   |
| 17  | Sandra Ortega Mera                 |       | 19 juillet 1968                              | 6,5                                | 0,4 | Espagne     | Zara                                  | 195        | 2   |
| 18  | Eva Gonda de Rivera (en)           |       | Inconnue                                     | 6,4                                | 0,2 | Mexique     | Fomento Económico Mexicano            | 201        | 7   |
| 19  | Loretta Robinson (en)              |       | 1939/40 (76 ans)                             | 6,3                                | 0   | Canada      | Rogers Communications                 | 209        | 15  |
| 20  | Antonia Ax:son Johnson             |       | 6 septembre 1943                             | 5,8                                | 0,4 | Suède       | Axel Johnson AB (en)                  | 237        | 2   |